# Équipe de Mauritanie de football
Cet article traite de l'équipe masculine. Pour l'équipe féminine, voir Équipe de Mauritanie féminine de football.
Maillots
Actualités
L'équipe de Mauritanie de football surnommée les Mourabitounes (en référence à l'ancienne dynastie Sanhajienne des Almoravides), est constituée en 1961 d'une sélection des meilleurs joueurs mauritaniens sous l'égide de la Fédération de Mauritanie de football.
Elle participe pour la première fois à la Coupe d'Afrique des nations de football en  2019 en Égypte où les Mourabitounes sont éliminés au premier tour, avec deux nuls et une défaite. Lors de l' édition de 2024 en Cote d'Ivoire, elle remporte son premier match de Coupe d'Afrique lors de la dernière journée de poule face à l'Algérie et se qualifiant pour la première fois pour les 8e de finales.

## Histoire

### Indépendance et débuts de l'équipe de Mauritanie (1963-1974)
Après l'indépendance de la Mauritanie en 1960 à la suite du référendum de 1958, la fédération de football de la République islamique de Mauritanie est fondée en 1961 et prend en main le football en Mauritanie. L'équipe nationale de Mauritanie effectue sa première tournée africaine dans le cadre du Tournoi de l'Amitié en avril 1963 au Sénégal durant laquelle la Mauritanie dispute son premier match en tant que pays indépendant face au Congo-Léopoldville le 11 avril 1963 qui se termine par une grosse défaite mauritanienne sur le score de six buts à zéro,. Les Mourabitounes enchainent ensuite trois autres défaites lors de cette tournée le 13, 15 et 17 avril 1963 respectivement face à la Côte d'Ivoire, la Tunisie puis contre le Congo.
En 1964, la fédération de football de la République islamique de Mauritanie s'affilie définitivement à la FIFA. L'équipe de Mauritanie ne dispute plus ensuite de matchs entre 1964 et 1966 avant d'affronter la Tanzanie lors d'une rencontre disputée en Mauritanie se terminant par 1-1 en 1967. Un an plus tard en 1964, la FFRIM s'affilie à la confédération africaine de football. En 1972, la Mauritanie affronte à deux reprises la Guinée et enregistre lors de la seconde rencontre sa plus large défaite historique sur le score fleuve de 14-0,. Deux ans plus tard en 1974, les Mourabitounes se déplacent en Tunisie et affrontent l'équipe d'Algérie, cette rencontre se termine encore par un revers mauritanien puisque les algériens remportent le match par un score de 9-1. Durant ces débuts, l'équipe mauritanienne entre 1963 et 1974, dispute au total sept matchs dont six d'entre eux se sont terminés par des défaites et un autre face à la Tanzanie s'est terminé par un nul ce qui fait que la Mauritanie n'a pas encore remporté un moindre match.

### Premières compétitions (1975-1982)
En 1975, la Mauritanie participe pour la toute première fois aux éliminatoires des Jeux Olympiques de 1976 de Montréal. Malheureusement pour cette première participation, la Mauritanie est directement éliminée dès le 1er tour face au Mali à la suite d'une défaite au match aller à Bamako sur le score de 6-0 suivi d'une autre défaite au cours du match retour en Mauritanie cette fois-ci sur le score d'un but à zéro,,. Lors de la même année, la Mauritanie est de nouveau écrasée par l'Algérie sur le score de 8-0. En 1976, l'équipe de Mauritanie dispute les éliminatoires de la Coupe du monde de 1978 lors des tours préliminaires mais elle est stoppée par le Burkina Faso qui portait alors comme nom la Haute-Volta à la suite d'un aller-retour se terminant en faveur des burkinabés. Les Mourabitounes participent également la même année aux Jeux panarabes de 1976 se disputant à Damas en Syrie. Lors de ces jeux, l'équipe mauritanienne perd tous ces matchs notamment face à la Palestine sur le score d'un but à zéro. Ainsi la Mauritanie est classée dernière de ces jeux à la suite de ses multiples défaites.
L'année suivante en 1978, la Mauritanie ne participe à aucune rencontre mais en 1979, l'équipe prend part à la première édition de la Coupe Amílcar Cabral qui a lieu en Guinée-Bissau. Pour cette première édition et participation, la Mauritanie perd tous ces matchs lors de la 1re phase de cette compétition. Malgré avoir perdu tous ses matchs, la Mauritanie participe à la seconde phase de la compétition et remporte son premier match depuis sa création face au Mali par 1-0, puis cède cependant une défaite face au Sénégal sur le score de deux buts à zéro mais sa victoire face au Mali, lui a permis la qualification pour les demi-finales. Mais le parcours de la Mauritanie s'arrête finalement au cours des demi-finales face à la Gambie qui élimine les Mourabitounes aux tirs au but. Les mauritaniens frôleront également l'espoir d'une qualification au second tour des éliminatoires de la CAN 1980 puisque après un match aller face au Maroc à domicile, les Mourabitounes ont réussi à tenir en échec les marocains par 2-2 avant que ceux-ci ne réduisent en cendres l'espoir mauritanien lors du match retour se terminant par une écrasante victoire des lions de l'Atlas sur le score de 4-1.
En 1981, les mauritaniens participent à la 3e édition de la Coupe Amílcar Cabral dans lequel ils ne dépasseront pas la 1re phase et se classeront 6e dans la compétition. L'année suivante tout comme en 1981, la Mauritanie dispute cette fois-ci la 4e édition de la Coupe Amílcar Cabral mais ne réussit pas le passage à la 2e phase malgré une victoire face au Cap-Vert par deux buts à un.

### Intensification des matchs de la Mauritanie (1983-1991)
Au cours de l'année 1983, les Mourabitounes prennent part pour la toute première fois aux qualifications pour la Coupe CEDEAO mais ne réussissent finalement pas la qualification. Ensuite, la Mauritanie organise 5e édition de la Coupe Amílcar Cabral au cours duquel, l'équipe atteint les demi-finales après un bon parcours mais sa défaite face à la Guinée-Bissau l'élimine de la compétition. La Mauritanie participe à la petite finale contre le Mali durant laquelle les maliens infligent à la Mauritanie une défaite sur le score de deux buts à zéro et remportent donc la troisième place laissant à la Mauritanie, la quatrième place.
En 1984, Les Mourabitounes participe à la 6e édition de la Coupe Amílcar Cabral dans laquelle la Mauritanie perd tous ces matchs notamment face au champion de l'édition, le Sénégal par 6-0. Toutefois, alors que la Mauritanie fut éliminé en perdant tous les matchs, elle réussit cependant à passer les tours préliminaires aux éliminatoires de la Coupe d'Afrique 1986 en battant le Liberia en aller-retour malgré une défaite 3-1 à l'extérieur et grâce à une victoire par 3-0 au retour, la Mauritanie accèdent donc au 1er tour des éliminatoires pour la première fois de son histoire. Lors de sa première participation aux éliminatoires de la CAN, l'équipe mauritanienne n'avait pas réussi à accéder au 1er tour. Mais son parcours se termine ainsi face à l'équipe d'Algérie de football qui bat la Mauritanie sur le score de 4-0 lors du match aller, puis 1-1 au cours du match retour en Mauritanie.

### Première finale (1992-1995)
La première finale est en 1995, finale Amílcar Cabral

## Composition

### Sélectionneurs
- 1982-1983 :  Mohamed Harouna
- 1992-1997:  Ousmane Diop
- 2003-2004 :  Noël Tosi
- 2004-2007 :  Moustapha Sall
- 2007-2008 :  Birama Gaye[13]
- 2008-2010 :  Alain Moizan
- 2010-2012 :  Omar Hassan
- 2012-2014 :  Patrice Neveu
- octobre 2014 - octobre 2021 :  Corentin Martins[14]
- octobre 2021 - novembre 2021 :  Gérard Buscher (intérim)
- novembre 2021 - mars 2022 :  Didier Gomes Da Rosa
- mars 2022-nov. 2024 :   Amir Abdou
- depuis novembre 2024 :  Aritz López Garai

## Résultats

### Palmarès

#### Parcours enCoupe du monde
| Année | Position     |      | Année         | Position |                        | Année | Position |
| 1930  | Non inscrite | 1974 | Non inscrite  | 2010     | Non qualifiée          |       |          |
| 1934  | Non inscrite | 1978 | Non qualifiée | 2014     | Non inscrite           |       |          |
| 1938  | Non inscrite | 1982 | Non inscrite  | 2018     | Non qualifiée          |       |          |
| 1950  | Non inscrite | 1986 | Non inscrite  | 2022     | Non qualifiée          |       |          |
| 1954  | Non inscrite | 1990 | Non inscrite  | 2026     | Éliminatoires en cours |       |          |
| 1958  | Non inscrite | 1994 | Non qualifiée | 2030     | À venir                |       |          |
| 1962  | Non inscrite | 1998 | Non qualifiée | 2034     | À venir                |       |          |
| 1966  | Non inscrite | 2002 | Non qualifiée |          |                        |       |          |
| 1970  | Non inscrite | 2006 | Non qualifiée |          |                        |       |          |

#### Parcours enCoupe d'Afrique
| Année | Position          |      | Année             | Position |                     | Année | Position |
| 1957  | Non inscrite      | 1982 | Tour préliminaire | 2006     | Tour préliminaire   |       |          |
| 1959  | Non inscrite      | 1984 | Non inscrite      | 2008     | Tour préliminaire   |       |          |
| 1962  | Non inscrite      | 1986 | Tour préliminaire | 2010     | Tour préliminaire   |       |          |
| 1963  | Non inscrite      | 1988 | Non inscrite      | 2012     | Forfait             |       |          |
| 1965  | Non inscrite      | 1990 | Forfait           | 2013     | Non inscrite        |       |          |
| 1968  | Non inscrite      | 1992 | Tour préliminaire | 2015     | Tour préliminaire   |       |          |
| 1970  | Non inscrite      | 1994 | Forfait           | 2017     | Tour préliminaire   |       |          |
| 1972  | Non inscrite      | 1996 | Tour préliminaire | 2019     | 1er tour            |       |          |
| 1974  | Non inscrite      | 1998 | Tour préliminaire | 2021     | 1er tour            |       |          |
| 1976  | Non inscrite      | 2000 | Forfait           | 2023     | Huitièmes de finale |       |          |
| 1978  | Non inscrite      | 2002 | Tour préliminaire | 2025     | À venir             |       |          |
| 1980  | Tour préliminaire | 2004 | Tour préliminaire | 2027     | À venir             |       |          |

## Statistiques

### Classement FIFA
| Année              | 1992 | 1993 | 1994 | 1995 | 1996 | 1997 | 1998 | 1999 | 2000 | 2001 | 2002 | 2003 | 2004 | 2005 | 2006 | 2007 | 2008 | 2009 | 2010 | 2011 | 2012 | 2013 | 2014 | 2015 | 2016 | 2017 | 2018 | 2019 | 2020 | 2021 | 2022 | 2023 |
| ------------------ | ---- | ---- | ---- | ---- | ---- | ---- | ---- | ---- | ---- | ---- | ---- | ---- | ---- | ---- | ---- | ---- | ---- | ---- | ---- | ---- | ---- | ---- | ---- | ---- | ---- | ---- | ---- | ---- | ---- | ---- | ---- | ---- |
| Classement mondial | 134  | 144  | 137  | 85   | 113  | 135  | 142  | 160  | 161  | 177  | 180  | 165  | 175  | 178  | 133  | 130  | 158  | 169  | 180  | 204  | 206  | 142  | 137  | 116  | 108  | 99   | 101  | 100  | 101  | 103  | 103  | 105  |